# Sérgio Buarque de Holanda

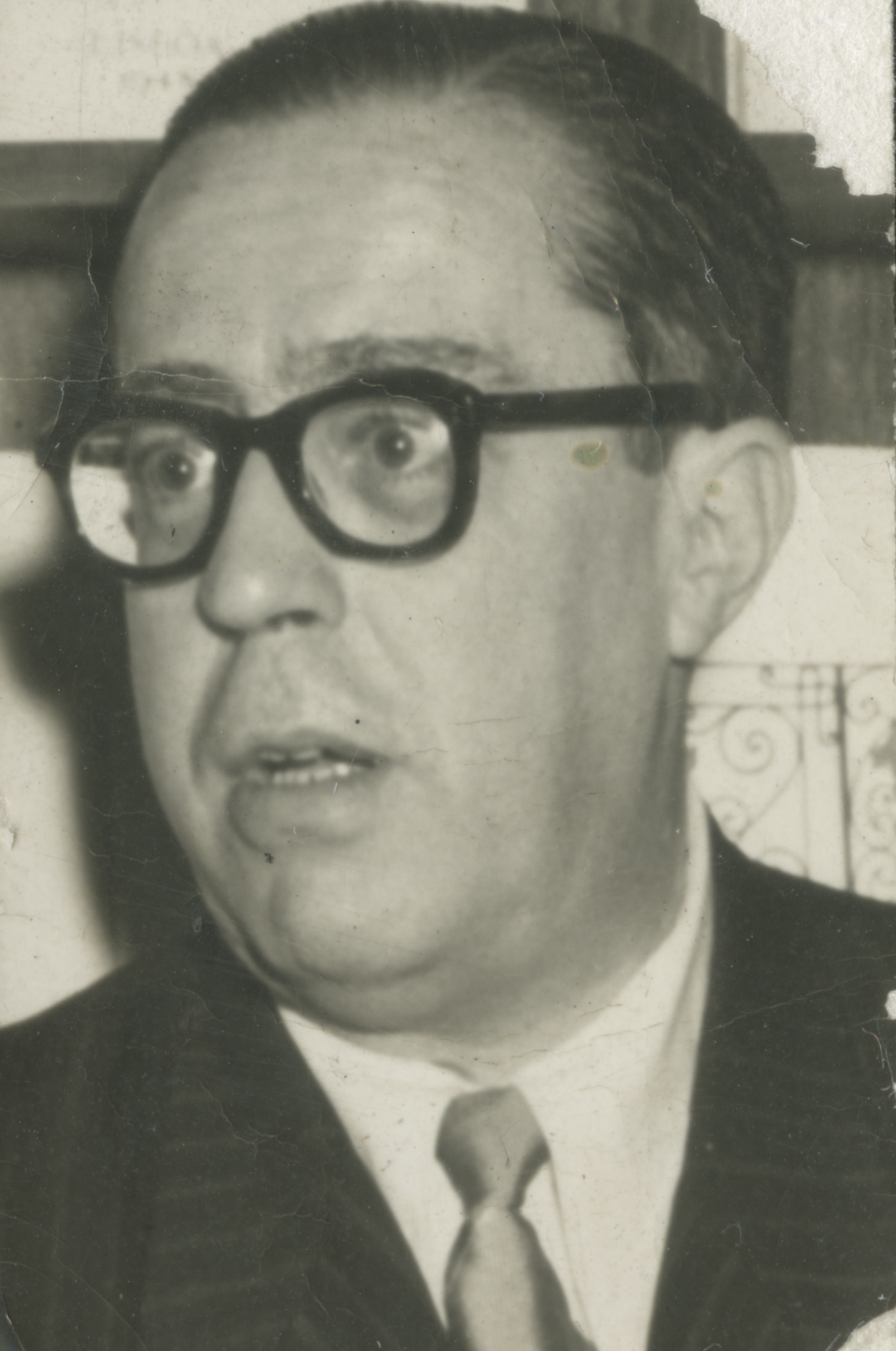
Sérgio Buarque de Holanda (1957).

Sérgio Buarque de Holanda (* 11. Juli 1902 in São Paulo, Brasilien; † 24. April 1982 ebenda) war ein bedeutender brasilianischer Journalist, Schriftsteller, Literaturkritiker und Historiker, der sich besonders in den Bereichen der Sozialwissenschaft, Sozialgeschichte und Politik hervortat.
Neben Arthur Ramos, Edgar Roquette-Pinto und Gilberto Freyre zählt er zu den wichtigsten Vertretern der brasilianischen Anthropologie und Sozialwissenschaft der 1930er.

## Familie
Sérgio Buarque de Holanda ist ein Cousin von Aurélio Buarque de Holanda Ferreira, dem Herausgeber des bekanntesten Wörterbuchs im portugiesischen Sprachraum. Er hatte acht Kinder, darunter die Sängerin Miúcha und den Musiker und Schriftsteller Chico Buarque. Während seiner Korrespondententätigkeit in Berlin wurde sein nichtehelicher Sohn  Sergio Günther (1930–1981) geboren, der als Künstler in der DDR Karriere machte.

## Tätigkeiten
Neben seiner Arbeit als Journalist bei Zeitungen wie z. B. O Progresso (Cachoeiro de Itapemirim) oder Jornal do Brasil (Rio de Janeiro) unterrichtete de Holanda auch an Universitäten in Brasilien (z. B. an der Faculdade de Filosofia, Letras e Ciências Humanas in São Paulo) als auch an amerikanischen und europäischen. Zudem war er Direktor der Divisão de Consulta da Biblioteca Nacional do Rio de Janeiro (Rio de Janeiro) und Präsident der Seção do Distrito Federal da Associação Brasileira de Escritores. 1957 wurde de Holanda, neben vielen weiteren Auszeichnungen, mit dem Prêmio Jabuti de Literatura ausgezeichnet, dem wichtigsten brasilianischen Literaturpreis. De Holanda war Sozialist und Mitbegründer der Partido dos Trabalhadores.

## Werke
- Raízes do Brasil. Editora José Olympio, Rio de Janeiro 1936.
  -     - neue kritische Ausgabe: Raízes do Brasil. Edição crítica. Companhia das Letras, São Paulo 2016, ISBN 978-85-359-2761-0.

  - deutsch: Die Wurzeln Brasiliens, Essay; mit einem Nachwort von Sérgio Costa. Suhrkamp, Berlin 2013, ISBN 978-3-518-12670-7.
- Cobra de Vidro. São Paulo 1944.
- Antologia dos Poetas Brasileiros da Fase Colonial. Rio de Janeiro 1952.
- Caminhos e Fronteiras. Rio de Janeiro 1957.
- Visão do Paraíso.Os motivos edênicos no descobrimento e colonização do Brasil. São Paulo 1959.
- (als Herausgeber) História Geral da Civilização Brasileira. 1. Auflage, São Paulo 1960–64.
- Capítulos de Literatura Colonial. São Paulo 1991.

Raízes do Brasil gilt als seine weltweit bekannteste Arbeit und ist gleichzeitig auch eine der wichtigsten brasilianischen Abhandlungen über die Sozialgeschichte des Landes.